# Casa Mercedes Ymbern de Cardenal
La Casa Mercedes Ymbern de Cardenal és un edifici modern, catalogat com a bé cultural d'interès local, al xamfrà dels carrers Roger de Llúria i Còrsega, al districte de l'Eixample de la ciutat de Barcelona. Va ser dissenyat per l'arquitecte Raimon Duran i Reynals el 1934, i va acabar de construir-se el 1940.
Es tracta d'un dels primers edificis considerats com a plenament funcionalistes, adaptat als criteris promoguts pel GATCPAC, en contrast amb l'estètica noucentista que havia dominat l'arquitectura catalana fins aquell moment. La façana es compon de grans franges horitzontals trencades pels eixos verticals que descriuen els cossos tancats arran dels balcons. Es tracta d'un edifici cantoner, de planta baixa i sis plantes pis. La seva característica més destacada és la façana, molt austera, i que alterna franges horitzontals de buits i plens, així com la funcionalitat de la planta.
És una obra molt característica de Raimon Duran, gran coneixedor dels paràmetres compositius clàssics, que va saber adaptar-los al nou llenguatge formal, i així superà i personificà el moment de dubte que va viure l'arquitectura catalana en el moment de passar de l'estilística noucentista a la funcionalista.
Destaca la contundència del volum de l'edifici i la interessant manera de tallar verticalment les grans franges horitzontals amb els pilars de cantonada i els cossos tancats, corresponents als dormitoris principals dels habitatges de la cantonada i el que fa mitgera al carrer Roger de Llúria.